# David Lockhart Robertson Lorimer
Lieutenant-Colonel David Lockhart Robertson Lorimer (* 24. Dezember 1876 in Dundee; † 1962) war ein Angehöriger der britischen Armee in Britisch-Indien, Beamter im politischen Dienst Indiens und Linguist.

## Leben
Lorimer wurde in der Nähe von Dundee als Sohn des presbyterianischen Geistlichen Robert Lorimer und seiner Frau Isabella Lockhart Robertson geboren. Seine Schulausbildung erhielt er an der High School of Dundee. Die Familie seiner Mutter hatte seit langer Zeit in Indien gelebt, so dass sich David Lorimer nach Abschluss seiner Schulausbildung 1896 bei der British Indian Army verpflichtete und nach dem militärischen Training in Sandhurst dorthin zog. Auch seine Brüder Gordon und Bert arbeiteten bei der zivilen Verwaltung in Indien (Indian Political Service).
Über seine Schwester Hilda lernte Lorimer Emily Overend (1881–1949) kennen, eine Journalistin, Schriftstellerin und Dozentin für Deutsche Philosophie am Somerville College in Oxford, und heiratete sie 1910.

## Militärische und politische Laufbahn
Lorimer diente von 1898 bis 1903 beim Q.V.O. Corps of Guides, wo er 1901 bis 1903 zu den Khaibar Rifles abgeordnet war, ehe er 1903 für den Dienst beim Indian Political Service empfohlen wurde. Während seiner Karriere bekleidete er verschiedene Ämter, unter anderem war er Vizekonsul in Arabistan (1903–1909) und Konsul in Kerman und Belutschistan (1912–1914 und 1916–1917). 1924 verließ er den politischen Dienst.

## Wissenschaftliche Beiträge
Neben seiner militärischen und politischen Tätigkeit lernte Lorimer das Leben der Bevölkerung kennen und unternahm Reisen etwa zu den Hunza und nach Gilgit. Er beschäftigte sich als Linguist mit den Sprachen Persiens (heute Iran) und Pakistans, wie Khowar, Shina, Bakhtiari, Wakhi und den persischen Sprachen Karmani und Gabri. Er verfasste ein Standardwerk zum Burushaski, einer nur in Pakistan im Karakorum gesprochenen Sprache.
Lorimer wurde mit dem Leverhulme Research Fellowship 1933–1935 ausgezeichnet und wurde 1953 zum Ehrenmitglied der School of Oriental and African Studies an der University of London ernannt. Seine Notizen und Schriftwechsel werden heute in der Bibliothek der School of Oriental and African Studies der London University und in den Sammlungen der British Library aufbewahrt.

### Werke
- Pashtu, Part I: Syntax of Colonial Pashtu with chapters on the Persian and Indian elements in the modern language. Clarendon Press, Oxford 1915
- Persian Tales. Zusammen mit Hilda Roberts (Illustrationen) und Emily Overend Lorimer (Übersetzungen), Macmillan & Co. 1919
- The Phonology of the Bakhtiari, Badakshani, and Madaglashti Dialects of Modern Persian 1922
- The Burushaski Language, Vol. I: Introduction and Grammar. Aschehoug, Oslo 1935
- The Burushaski Language, Vol.II: Histories. Aschehoug, Oslo 1935
- The Burushaski Language, Vol.II: Dictionary. 1938.
- The Dumki Language. 1939
- The Wakhi Language. 1958